# Луцина
Луцина (Люцина, лат. Lucina — «светлая») — древнеримская богиня — покровительница брака и деторождения, отождествлявшаяся с греческой Илифией. Обычно Юнону чествовали как Юнону Луцину, но иногда и Диану — как Диану Луцину. На Диану эти функции, принадлежавшие Юноне, были перенесены под влиянием греческого культа Артемиды.
Культ Луцины весьма древний и распространенный по всей Италии.
Она была покровительницей новолуния, родов и брака — описывается, как «выводящая ребёнка на свет» («родовспомогательница»). Считалась покровительницей замужних женщин — матрон, справлявших в честь Юноны Луцины 1-го марта праздник «матроналии». Святилище богини находилось на Эсквилинском холме в Риме.
Храм, посвящённый Юноне Луцине, был возведён в Риме в IV-II веках до н. э.
Juno Lucina соответствует Юпитеру Lucetius (бог света).
В честь Луцины назван астероид (146) Луцина, открытый в июне 1875 года.